# كابريولي
كابريولي (بالإيطالية: Caprioli)‏ هي قرية صغيرة (فراتسيوني) في بلدية بيسكيوتا، في مقاطعة سلرنو، بمنطقة كمبانية، جنوب إيطاليا. في عام 2009 بلغ عدد سكانها 121.